# Droits d'auteur et droits voisins au Maroc
Au Maroc, les droits d'auteur et droits voisins sur une œuvre – au sens de « toute création littéraire ou artistique » – sont un ensemble de droits définis par la loi no 34-05 de 2006, modifiant et complétant la loi no 2-00 de 2000.

## Durée de protection
Dans l'article 25, la durée standard de la protection de ce type de création intellectuelle originale – entre autres quand il ne s'agit pas d'une œuvre publiée anonymement ou en ayant recours à un pseudonyme dans un cadre légal – est passée en 2006 de 50 à 70 ans après la mort de l'auteur en matière de droits patrimoniaux, ; quant aux droits moraux, ils ne peuvent être interrompus, étant « imprescriptibles, inaliénables et transmissibles à cause de mort aux ayants droit. »
L'allongement de 20 ans de la durée de protection a été mis en place afin de respecter une clause de l'Accord sur le libre échange entre le Maroc et les États-Unis, conclu en 2004 et devenu effectif au début de 2006,.

#### Textes officiels
- [PDF] « Dahir no 1-00-20 du 9 kaada 1420 (15 février 2000) portant promulgation de la loi no 2-00 relative aux droits d'auteur et droits voisins », Bulletin officiel du Royaume du Maroc, no 4810,‎ 6 juillet 2000, p. 604-616 (ISSN 0851-1217, lire en ligne)  Texte complet de cette ancienne loi.
- [PDF] « Dahir no 1-05-192 du 15 moharrem 1427 (14 février 2006) portant promulgation de la loi no 34-05 modifiant et complétant la loi no 2-00 relative aux droits d'auteur et droits voisins », Bulletin officiel du Royaume du Maroc, no 5400,‎ 2 mars 2006, p. 325-331 (ISSN 0851-1217, lire en ligne)  Texte indiquant juste les changements apportés en 2006.
- [PDF] « Texte complet de la loi en vigueur », sur Bureau marocain du droit d'auteur, ministère marocain de la Communication (consulté le 20 février 2013), p. 2-77

#### Divers
- [PDF] Ahmed Hidass, « Le droit d’auteur au Maroc », Bulletin du droit d'auteur, Paris, UNESCO, vol. XXXV, no 2,‎ avril-mai 2001, p. 67-85 (lire en ligne)
- Mustapha Saha, "Pour un véritable droit d'auteur au Maroc", Huffpost, 17 avril 2019, https://www.huffpostmaghreb.com/entry/pour-un-veritable-droit-d-auteur-au-maroc_mg_5cb6ed23e4b0ffefe3b95dde